# Ямамото, Масакуни
Масакуни Ямамото (яп. 山本 昌邦, род. 4 апреля 1958, Нумадзу, Сидзуока) — японский футболист.

## Клубная карьера
На протяжении своей футбольной карьеры выступал за клуб «Ямаха».

## Карьера в сборной
С 1980 по 1981 год сыграл за национальную сборную Японии четыре матча.

### Статистика за сборную
| Сборная Японии | Сборная Японии | Сборная Японии |
| Год            | Матчи          | Голы           |
| -------------- | -------------- | -------------- |
| 1980           | 2              | 0              |
| 1981           | 2              | 0              |
| Итого          | 4              | 0              |

## Достижения
- Обладатель кубка Императора: 1982